# Boganihütte
Die Boganihütte (ital. Rifugio Arnaldo Bogani) befindet sich auf dem Gemeindegebiet von Esino Lario, Lombardei, im Val d’Esino, in den Lombardischen Voralpen, in einer Höhe von 1816 m s.l.m.

## Geschichte
Die Hütte wurde 1905/1906 als „Monzahütte“ von der Sektion Monza CAI gebaut, unweit der Stelle, wo 1897 die erste Hütte der Grigna, die Moncodenohütte, durch eine Lawine zerstört wurde. Die Monzahütte wurde 1944 von den Faschisten zerstört, weil sie den Partisanen des 89. Garibaldi-Bataillons als Unterkunft gedient hatte. Im Jahr darauf wurde sie wieder aufgebaut und nach Arnaldo Bogani, dem ehemaligen Vorsitzenden des CAI Monza, benannt.

## Lage
Die Boganihütte liegt auf der Alp Cainallo in einem Lärchenwald in der Nähe des Karstbeckens von Bregai, auf der Nordseite der Grigna settentrionale.

## Zugang
Von Esino Lario führt der Weg zum Cainallopass (Parkplatz Vò di Moncodeno) und zur Bocchetta (Grat)/Porta di Prada 1626 m s.l.m. (Weg 24). Kurz vorher teilt er sich und führt entweder über die Alp von Moncodeno (Weg 25) oder nach der Porta di Prada über die Bocchetta di Piancaformia 1805 m s.l.m. (Weg 19) ins Val Laghetto zur Boganihütte.

## Gipfel
- Grigna settentrionale
- Pizzo della Pieve
- Monte Palone

## Wanderungen
- Cainallopass – Ghiacciaia (Eiskeller) von Moncodeno – Boganihütte:

Vom Cainallopass steigt man entlang den nördlichen Hängen des Grigna Settentrionale (Nordgipfel, auch Grignone genannt) auf (Weg 25). In der Nähe der Alp Moncodeno 1670 m s.l.m. kann die Eishöhle von Moncodeno, die schon von Leonardo da Vinci beschrieben wurde, mit Hilfe eines Führers und einer Höhlenausrüstung besichtigt  werden. Die Tour führt weiter zum Anfang des Tales „Valle di Mulini“ und zur Boganihütte.
- Cainallopass – Boganihütte – Piancaformiagrat – Brioschihütte/Grignone – Pialeralhütte – Pasturo:

Von der Alpe Cainallo über die Boganihütte (Weg 25) via den Grat des Piancaformia auf den Grignone/Brioschihütte 2410 m s.l.m., dann abwärts auf seinen südlichen Hängen über die Pialeralhütte 1400 m s.l.m. nach Pasturo.
Die Hütte ist Ausgangspunkt für den Aufstieg zur Brioschihütte auf der „via della Ganda“ oder über „il Nevaio“. Für die Höhlenforscher gibt es zahlreiche Klüfte in diesem Gebiet.